# Pequeños guerreros
Pequeños guerreros (en inglés Small Soldiers) es una película de aventura y ciencia ficción estrenada el 10 de julio del año 1998 en Estados Unidos. Fue dirigida por Joe Dante y escrita por Gn Scott y Adam Rifkin.
Esta película marca el último papel cinematográfico en pantalla de Phil Hartman, quien fue asesinado dos meses antes del estreno estadounidense de la película, y está dedicado a su memoria.

## Argumento
El principal contratista de defensa, industrias GloboTech, adquiere la compañía de juguetes Heartland y, como parte de la mudanza, el director ejecutivo de Globotech, Gil Mars, les plantea a los diseñadores de juguetes de Heartland Larry Benson e Irwin Wayfair el ambicioso proyecto de desarrollar juguetes de acción real capaces de "salir de sus cajas, pelear y atacar".
Mars selecciona las figuras de acción de Larry, el Comando Elite, para el proyecto y los juguetes educativos de Irwin, los Gorgonitas, para sus enemigos, con la línea de juguetes que se espera llegue al mercado en tres meses. Con un plazo tan ajustado, Benson omite las pruebas de seguridad, luego usa la contraseña de Irwin y elige el microprocesador X1000 de GloboTech para controlar los juguetes.
El adolescente Alan Abernathy firma el envío de los muñecos a la juguetería de su familia sin el consentimiento de su padre. Él y el conductor de reparto Joe activan los líderes para cada grupo: Archer para los Gorgonitas y Chip Hazard para el Comando Elite. La vecina e interés amoroso de Alan, Christy Fimple, compra a Chip como regalo de cumpleaños para su hermano, Timmy. Alan regresa a su casa solo para descubrir a Archer en su mochila; se da cuenta de que Archer tiene conciencia, pero mientras tanto, el Comando Elite despierta y aparentemente destruye a los Gorgonitas en la juguetería. Al día siguiente, Alan llama a la compañía y presenta una queja. Más tarde, cuando Larry e Irwin escuchan el correo de voz de Alan, Irwin se aterroriza al descubrir que el X1000 fue diseñado para guiar de municiones inteligentes; un ingeniero de Globotech revela que el circuito de IA está diseñado para aprender a lo largo del tiempo, pero la producción en masa se eliminó debido a problemas con el pulso electromagnético.
Mientras tanto, Chip y su escuadrón persiguen a Alan a su casa e intentan matarlo y también a Archer en la cocina. A diferencia de los Gorgonitas, el Comando Elite no entiende que solo son juguetes. Alan es atacado por Nick Nitro, a quien hiere de muerte. Sus padres, Stuart e Irene, llegan a la cocina, después de haber sido alertados por los sonidos de la pelea allí. Alan intenta explicar lo que está sucediendo, pero como Archer no apoya su explicación, ninguno de sus padres le cree. Al día siguiente, Alan y Archer encuentran el resto de las Gorgonitas en un contenedor de basura en la tienda. En casa, Alan se entera de que el objetivo principal de los Gorgonitas es buscar su tierra natal, Gorgonia, que erróneamente creen que está en Yosemite. Al pinchar la línea telefónica de los Abernathy, los Comandos se enteran del interés de Alan por Christy y deciden tomarla como rehén, tomando la casa de los Fimples para obligar a Alan a entregar a los Gorgonitas.
Alan y Archer se infiltran en la casa de los Fimples para salvar a Christy, pero se topan con sus muñecas Gwendy, a quienes Chip ha diseñado como tropas de apoyo. Las Gwendys vencen rápidamente a Alan. Archer libera a Christy de sus ataduras, y juntos, salvan a Alan y destruyen a los Gwendys antes de escapar del Comando Elite persiguiendolos en un mini vehículo. Sin embargo, los soldados son destruidos al chocar en una zanja. Los dos adolescentes y Archer regresan a la casa de Alan, solo para encontrar a su familia y sus padres esperándolos, creyendo que Alan secuestró a Christy e inmovilizó a los Fimples. Esta vez, Stuart e Irene creen en el relato de Alan y Christy sobre los Gorgonitas y el Comando Elite (con la ayuda de los otros Gorgonitas para respaldar su historia), pero Phil, el padre de Christy y Marion, la madre de Christy, se niegan a escucharlos sobre qué sucedió. Irwin y Larry llegan para hablar con Alan por su correo de voz. En ese momento, Chip, que sobrevivió a la persecución, ataca la casa con una nueva fuerza de Comando Elite, habiendo secuestrado el cargamento de Joe y equipandose con vehículos y armas más improvisados. Se produce una batalla entre humanos y Gorgonitas en la casa contra el Comando Elite, quienes cortan el suministro de electricidad de la casa.
Guiado por los consejos de Irwin para crear un estallido PEM, Alan se dirige a forzar una sobrecarga de las líneas eléctricas. Christy, Irwin y Larry se dirigen a la casa de los Fimples para encender todos los artículos electrónicos que están adentro y para que los transformadores de potencia logren un estallido mayor. Al mando de Archer, los normalmente ordinarios y heroicos Gorgonitas salen de la casa y luchan contra el malvado Comando Elite. Chip vuela hasta la parte superior del poste de la línea eléctrica para detener a Alan, donde lucha brevemente y derrota a Archer, pero es empujado por Alan a la línea eléctrica, lo que desencadena el estallido del PEM, que mata a Chip junto con todos los Comando Elite restantes.
Mars llega a su helicóptero durante la limpieza del departamento de policía y bomberos al día siguiente en el lugar. Le paga a Joe, los Fimples y los Abernathys por daños y perjuicios, así como la compra del silencio de los medios de comunicación, y ordena a Larry e Irwin que preparen el Comando Elite para venderlo a los rebeldes en Sudamérica. Entre la locura de las secuelas, Alan y Christy se despiden en términos muy amistosos, ahora que han acordado comenzar una relación entre ellos. Más tarde, Alan descubre que los Gorgonitas se han ocultado del estallido PEM escondiéndose debajo de la gran antena parabólica de los Fimples. Los Abernathy llevan a los Gorgonitas a Yosemite, donde Alan los deja en un gran bote de juguete de la tienda de su padre para encontrar su hogar en la isla de Gorgonia.

## Reparto
- Alan Abernathy: Gregory Smith
- Christy Fimple: Kirsten Dunst
- Larry Benson: Jay Mohr
- Irwin Wayfair: David Cross
- Phil Fimple: Phil Hartman
- Stuart Abernathy: Kevin Dunn
- Irene Abernathy: Ann Magnuson
- Marion Fimple: Wendy Schaal
- Timmy Fimple: Jacob Smith
- Joe: Dick Miller
- Ralph: Robert Picardo
- Gil Mars: Denis Leary
- Vecina: Belinda Balaski

## Voces

### Comando Elite
- Chip Hazard: Tommy Lee Jones
- Kip Killigan: Ernest Borgnine
- Butch Meathook: Jim Brown
- Link Static: Bruce Dern
- Brick Bazooka: George Kennedy
- Nick Nitro: Clint Walker
- Gwendy Doll: Sarah Michelle Gellar/Christina Ricci

Nota: Algunas de las voces del Comando Elite fueron de los actores de la película The Dirty Dozen de 1967.

### Gorgonitas
- Archer: Frank Langella
- Slamfist / Scratch-It: Christopher Guest
- Ocula: Jim Cummings
- Insaniac / Troglokhan: Michael McKean
- Punch-It: Harry Shearer

## Doblaje hispanoamericano
- Alan Abernathy: Irwin Daayan
- Christy Fimple: Circe Luna
- Chip Hazard: Salvador Delgado
- Arquero: Mario Sauret
- Larry Benson: Mario Castañeda
- Irwin Wayfair: Salvador Nájar
- Phil Fimple: Carlos Becerril
- Stuart Abernathy: Óscar Bonfiglio
- Irene Abernathy: Lourdes Morán
- Marion Fimple: Ilia Gil
- Timmy Fimple: Carlos Díaz
- Gil Mars: Alejandro Illescas
- Nick Nitro: Enrique Cervantes
- Link Static: Salvador Nájar
- Brick Bazooka: José Luis Reza Arenas
- Tornado: José Gilberto Vilchis
- Joe: Carlos Águila
- Brad: Enrique Mederos
- Ralph: Roberto Mendiola
- Gwendy Doll: Evelyn Solares/Ilia Gil/Ana Lucía Ramos

## Doblaje español
- Alan Abernathy: David García Moral
- Christy Fimple: Graciela Molina
- Chip Hazard: Juan Carlos Gustems
- Kip Killigan: Vicente Gil
- Archer: Joaquín Díaz
- Larry Benson: Xavier Fernández
- Irwin Wayfair: José Javier Serrano
- Phil Fimple: Pep Antón
- Stuart Abernathy: Ricky Coello
- Irene Abernathy: Marta Martorell
- Marion Fimple: Concha García Valero
- Timmy Fimple: Masumi Mutsuda
- Gil Mars: Antonio Lara
- Nick Nitro: Jesús Díez
- Butch Meathook: Joan Crosas
- Link Static: Miquel Cors
- Brick Bazooka: Javier Amilibia
- Anuncio de Globotech: Alba Sola
- Slamfist: Antonio Crespo
- Ocula: Miguel Ángel Jenner
- Troglokhan: Antonio Gómez de Vicente
- Punch-It: Jordi Royo
- Joe: Eduardo Muntada
- Brad: Angel de Gracia
- Ralph: Rafael Calvo
- Gwendy Doll: Luisita Soler/Ana Pallejà/Marta Barbara

- Datos: Q1332263